# Miguel Ángel López (sportovní chodec)
Miguel Ángel López Nicolás (* 3. července 1988 Murcia) je španělský atlet, který se věnuje sportovní chůzi. Mistr světa a mistr Evropy v chůzi na 20 km.
V roce 2010 startoval na mistrovství Evropy v Barceloně v závodě v chůzi na 20 kilometrů a umístil se na 13. místě. Na světovém šampionátu v Tegu o rok později došel do cíle této trati patnáctý. Pak už následovala v této disciplíně zlepšení – na olympiádě v Londýně skončil pátý, na mistrovství světa v Moskvě v roce 2013 vybojoval bronzovou medaili. Po diskvalifikaci Rusa Ivanova v roce 2019 se posunul na druhé místo a získal stříbrnou medaili.
Zatím největším úspěchem se stalo pro něj vítězství v závodě na 20 kilometrů chůze na mistrovství Evropy v Curychu v roce 2014 a titul mistra světa v této disciplíně na šampionátu v Pekingu v roce 2015.